# Alexei Jurjewitsch Gluschkow
Alexei Jurjewitsch Gluschkow (russisch Алексей Юрьевич Глушков; * 9. März 1975 in Moskau) ist ein russischer Ringer. Er gewann bei den Olympischen Spielen 2000 in Sydney eine Bronzemedaille im griechisch-römischen Stil im Leichtgewicht.

## Werdegang
Alexei Gluschkow begann im Jahre 1985 mit dem Ringen. Er trat später in die Armee ein, wechselte dann aber zur Polizei. Er gehörte dem Sportclub Dynamo Moskau und danach dem Sportclub Torpedo Moskau an. Trainiert wurde er hauptsächlich von Alexei Tschiklisow. Der 1,73 Meter große Athlet kämpfte ausschließlich im griechisch-römischen Stil, zunächst im Leichtgewicht und ab 2003 im Weltergewicht.
Infolge der starken Konkurrenz in seinem Heimatland Russland dauerte es bis zum Jahre 1999, bis er sich für die Teilnahme an den internationalen Meisterschaften qualifizieren konnte. In diesem Jahr wurde er bei der Europameisterschaft in Sofia im Leichtgewicht eingesetzt. Er kam dort zu fünf Siegen und gewann damit gleich den Europameistertitel. Besonders erwähnenswert ist dabei sein Sieg im Finale über den polnischen Weltmeister Ryszard Wolny. Im gleichen Jahr wurde er in Zagreb auch Militär-Weltmeister im Leichtgewicht vor Sergios Solontkis, Griechenland und Marcel Cooper aus den Vereinigten Staaten. Bei der Weltmeisterschaft der FILA 1999 in Athen wurde ihm vom russischen Ringerverband Alexander Tretjakow vorgezogen.
Bei der Europameisterschaft 2000 in Moskau war er aber wieder am Start und gewann dort mit einem klaren Punktsieg (5:0) im Finale über den Ungarn Csaba Hirbik seinen zweiten Titel im Leichtgewicht. Ein Höhepunkt in seiner Laufbahn wurde die Teilnahme an den Olympischen Spielen in Sydney. Er war dort wieder im Leichtgewicht am Start und kam zu Siegen über Ryszard Wolny, Polen, Wladimir Kopytow, Belarus und Rustam Adschy, Ukraine. Im Halbfinale unterlag er etwas überraschend gegen den Japaner Katsuhiko Nagata. Im Kampf um die olympische Bronzemedaille gelang ihm aber ein Sieg über den Esten Waleri Nikitin.
Im Jahre 2001 kam er auch bei der Weltmeisterschaft in Patras zum Einsatz. Er besiegte dort im Leichtgewicht u. a. den jungen Deutschen Max Schwindt nach Punkten (4:0), unterlag aber im Endkampf dem Kubaner Filiberto Ascuy Aguilera und gewann damit die WM-Silbermedaille.
2002 wurde vom internationalen Ringerverband (FILA) wieder einmal eine Gewichtsklassenreform durchgeführt. Das Gewichtslimit des Leichtgewichts wurde dabei von 69 kg auf 66 kg herabgesetzt. Da Alexei Gluschkow das Limit von 66 kg für das Leichtgewicht nicht mehr bringen konnte, musste er in das Weltergewicht aufrücken, das bis 69 kg Körpergewicht reicht. In dieser Gewichtsklasse scheiterte er 2002 bei Russlands Meisterschaften an Warteres Samurgaschew und kam deshalb in diesem Jahr zu keinen internationalen Einsätzen.
Das Jahr 2003 wurde dann zum erfolgreichsten in der Laufbahn von Alexei Gluschkow. Nach dem Gewinn des russischen Meistertitels startete er bei der Europameisterschaft in Belgrad im Weltergewicht und kam dort zu fünf Siegen. Im Finale schlug er Aljaksandr Kikinjou aus Belarus und gewann damit schon seinen dritten Europameistertitel. Auch bei der Weltmeisterschaft dieses Jahres in Créteil triumphierte er und sicherte sich mit einem Punktsieg im Finale über Konstantin Schneider aus Deutschland erstmals den Weltmeistertitel.
Im Jahre 2004 musste er aber erfahren, dass es in Russland selbst als Weltmeister schwer war, sich für die weiteren internationalen Meisterschaften zu qualifizieren. Er scheiterte bei den russischen Meisterschaften an Warteres Samurgaschew und Michail Iwantschenko, die ihm dann bei der Europameisterschaft 2004 und bei den Olympischen Spielen in Athen vorgezogen wurden. 2005 konnte Alexei Gluschkow aber in Saransk noch einmal russischer Meister im Weltergewicht vor Michail Iwantschenko, Oleg Berdinskitsch und A. Demankin werden. Er war deshalb wieder bei der Europameisterschaft dieses Jahres in Warna im Einsatz, verlor aber dort seinen ersten Kampf gegen Wolodymyr Schazkych aus der Ukraine und landete, da dieser die Endrunde nicht erreichte, abgeschlagen auf dem 21. Platz. Danach war er bei keinen internationalen Meisterschaften mehr am Start.
Alexei Gluschkow ist auch in den deutschen Ringerkreisen sehr gut bekannt, weil er ab der Saison 2004/05 fünf Jahre lang für den 1. Luckenwalder SC in der deutschen Bundesliga rang.

## Internationale Erfolge
| Jahr | Platz  | Wettbewerb                               | Gewichtsklasse | Ergebnis |
| 1999 | 1.     | EM in Sofia                              | Leicht         | nach Siegen über Thomas Amundsen, Norwegen, Georgi Dschindwelaschwili, Georgien, Movses Karapetjan, Armenien, Bisser Georgiew, Bulgarien und Ryszard Wolny, Polen                       |
| 1999 | 1.     | Militär-WM in Zagreb                     | Leicht         | vor Sergios Solontkis, Griechenland u. Marcel Cooper, USA |
| 2000 | 1.     | EM in Moskau                             | Leicht         | vor Csaba Hirbik, Ungarn, Movses Karapetjan u. Andrei Lisiza, Belarus |
| 2000 | 2.     | Polizei-EM in Ohrid/Makedonien           | Welter         | hinter Petrică Cărare, Rumänien, vor Stojanco Kubatow, Bulgarien |
| 2000 | Bronze | OS in Sydney                             | Leicht         | nach Siegen über Ryszard Wolny, Polen, Wladimir Kopytow, Belarus u. Rustam Adschy, Ukraine, einer Niederlage gegen Katsuhiko Nagata, Japan u. einem Sieg über Waleri Nikitin, Estland   |
| 2001 | 2.     | WM in Patras                             | Leicht         | nach Siegen über Enrique Manuel Cubas Ypanaque, Peru, Ruslan Biktjakow, Usbekistan, Max Schwindt, Deutschland u. Rustam Adschy u. einer Niederlage gegen Filiberto Ascuy Aguilera, Kuba |
| 2003 | 1.     | Nikolai-Petrow-Turnier in Sofia          | Welter         | vor Tano Proshenski, Bulgarien, Max Schwindt u. Reto Bucher, Schweiz |
| 2003 | 1.     | EM in Belgrad                            | Welter         | nach Siegen über Joachim Iversen, Norwegen, Wolodymyr Schazkych, Ukraine, Igor Balaur, Frankreich, Serkan Özkan, Türkei und Aljaksandr Kikinjou, Belarus                                |
| 2003 | 7.     | Großer Preis von Deutschland in Dortmund | Welter         | Sieger: Rustam Adschy vor Konstantin Schneider, Deutschland u. Igor Balaur |
| 2003 | 1.     | WM in Créteil                            | Welter         | nach Siegen über Danijar Kobonow, Kirgisistan, Vougar Aslanow, Aserbaidschan, Wolodymyr Schazkych, Daniel Chalimow, Kasachstan und Konstantin Schneider                                 |
| 2003 | 5.     | Welt-Cup in Alma-Ata                     | Welter         | hinter Michail Iwantschenko, Russland, Daniel Chalimow, Badri Chassaia, Georgien u. Keith Sieracki, USA                                                                                 |
| 2005 | 21.    | EM in Warna                              | Welter         | nach einer Niederlage gegen Wolodymyr Schazkych |

- alle Wettkämpfe im griechisch-römischen Stil
- OS = Olympische Spiele, WM = Weltmeisterschaft, EM = Europameisterschaft
- Leichtgewicht, bis 2001 bis 69 kg, seit 2002 bis 66 kg Körpergewicht, Weltergewicht, bis 2001 bis 76 kg, seit 2002 bis 74 kg Körpergewicht